# Havarti
El havarti és un formatge originari de Dinamarca fet amb llet de vaca, de pasta premsada i no cuita, tova i flexible, i amb forats petits. El nom prové d'una antiga paraula avarti que significa ribera exuberant i florida i que es troba al nom de la granja Havartigården a Holte, a la qual la formatgera Hanne Nielsen va desenvolupar molts formatges famosos a la segona meitat del segle xix de tal manera que va ser elegida proveïdora oficial de la cort danesa.
Té un sabor suau i aromàtic i s'assembla molt al Tilsiter alemany. El havarti acostuma a ser menjat en talls a causa del seu intens aroma i combina bé amb els vins elaborats amb raïms Chardonnay, Sauvignon Blanc i el lleuger Pinot Noir. El 2009, Dinamarca ha introduït un expedient per reconèixer l'havarti com a Indicació geogràfica protegida, que va ser oficialment reconeguda el 2014.